# Jaskinia Mamutowa
Jaskinia Mamutowa – jaskinia w Dolinie Kluczwody w miejscowości Wierzchowie, w województwie małopolskim, w powiecie krakowskim, w gminie Wielka Wieś. Znajduje się na stromych południowo-zachodnich stokach wzniesienia Berdo na Wyżynie Olkuskiej będącej częścią Wyżyny Krakowsko-Częstochowskiej.
Nazwa jaskini pochodzi od znalezionego w niej ciosu mamuta. Nazywana bywa też Jaskinią Wierzchowską Dolną.

## Opis jaskini
Znajduje się w Mamutowej Skale. Ma ogromny otwór o kształcie łuku i ekspozycji południowo-wschodniej. Zaraz za nim znajduje się obszerna komora wejściowa. Wychodzi z niej kilka ciasnych korytarzyków, na końcu jednego z nich znajduje się odkryta w 1992 r. niewielka salka, a w niej nacieki. Łączna długość jaskini to 105 m.
Jaskinia powstała w wapieniach pochodzących z jury późnej. Jest to jaskinia krasowa, powstała zarówno w strefie freatycznej, jak i wadycznej. Przed wejściem do jaskini znajdują się na jej ścianach ogromne kotły wirowe, co wskazuje, że do powstania jaskini mogły się przyczynić również przepływy ascenzyjne. W północno-wschodnim korytarzu występują charakterystyczne oszlifowania ścian powstałe prawdopodobnie wskutek ocierania się o ściany zwierząt przechodzących jaskinią (tzw. ogłady zwierzęce).

## Historia poznania i eksploatacji
Jaskinia znana jest od dawna. Była wielokrotnie badana przez archeologów i innych naukowców. Pierwsze informacje o jaskini pochodzą z 1873 r., obszar badany był wtedy i w następnych latach przez Jana Zawiszę. Podał on, że w namulisku jaskini natrafiono na przedmioty wytworzone przez kultury jerzmanowicką, oryniacką i wschodniograwecką. Znaleziono także duże ilości kości zwierząt z okresu plejstocenu. Należały do gatunków: słoń Elephas primigenius, nosorożec Rhinoceros tichorhonus, niedźwiedź jaskiniowy, niedźwiedź Ursus priscus, koń domowy, jeleń Cervus alces i Cervus tarandus, Bos sp., wilk szary, wilk Canis lagopus i Canis vulpes, borsuk Meles taxus, zając bielak, wiewiórka pospolita, mysz, pardwa mszarna, głuszec zwyczajny. Niektóre z nich to gatunki wymarłe. W 1913 r. ponownie badał jaskinię Leon Kozłowski, przekopując nienaruszone przez Zawiszę przedproże jaskini. Również znalazł liczne kości zwierząt i inne artefakty. W okresie międzywojennym jej namulisko było jeszcze kilkukrotnie badane przez archeologów. W 1981 r. Sanocka-Wołoszynowa badała faunę pajęczaków. W 1994 r. A. Pazdur i in. opublikowali wiek nacieków jaskiniowych badany metodą izotopową. W 1999 r. Pazdur, Goslar, Gradziński i Hercman badali zmiany hydrologiczne i klimatyczne w jaskini. W 2007 i 2012 r. Nowak i Grzywiński opublikowali wyniki zliczania nietoperzy hibernujących w jaskini.
W trakcie badań odkrywano i poznawano kolejne partie jaskini. W 1935 r. Ciętak sporządził plan i opis jaskini, w 1951 r. uzupełnił go K. Kowalski, obydwa opisy jednak nie uwzględniały ciasnych bocznych korytarzy. W 1986 r. opisy te uzupełnili A. Górny i M. Szelerewicz. W 1992 r. grotołazi z Krakowa odkryli niewielką salkę na końcu jaskini. Na jej ścianach była bogata szata naciekowa.
W 2008 r. w jaskini kręcone były zdjęcia do filmu „Deklaracja nieśmiertelności”, przedstawiającego sylwetkę Piotra Korczaka, autora przełomowych przejść wspinaczkowych w tej jaskini.

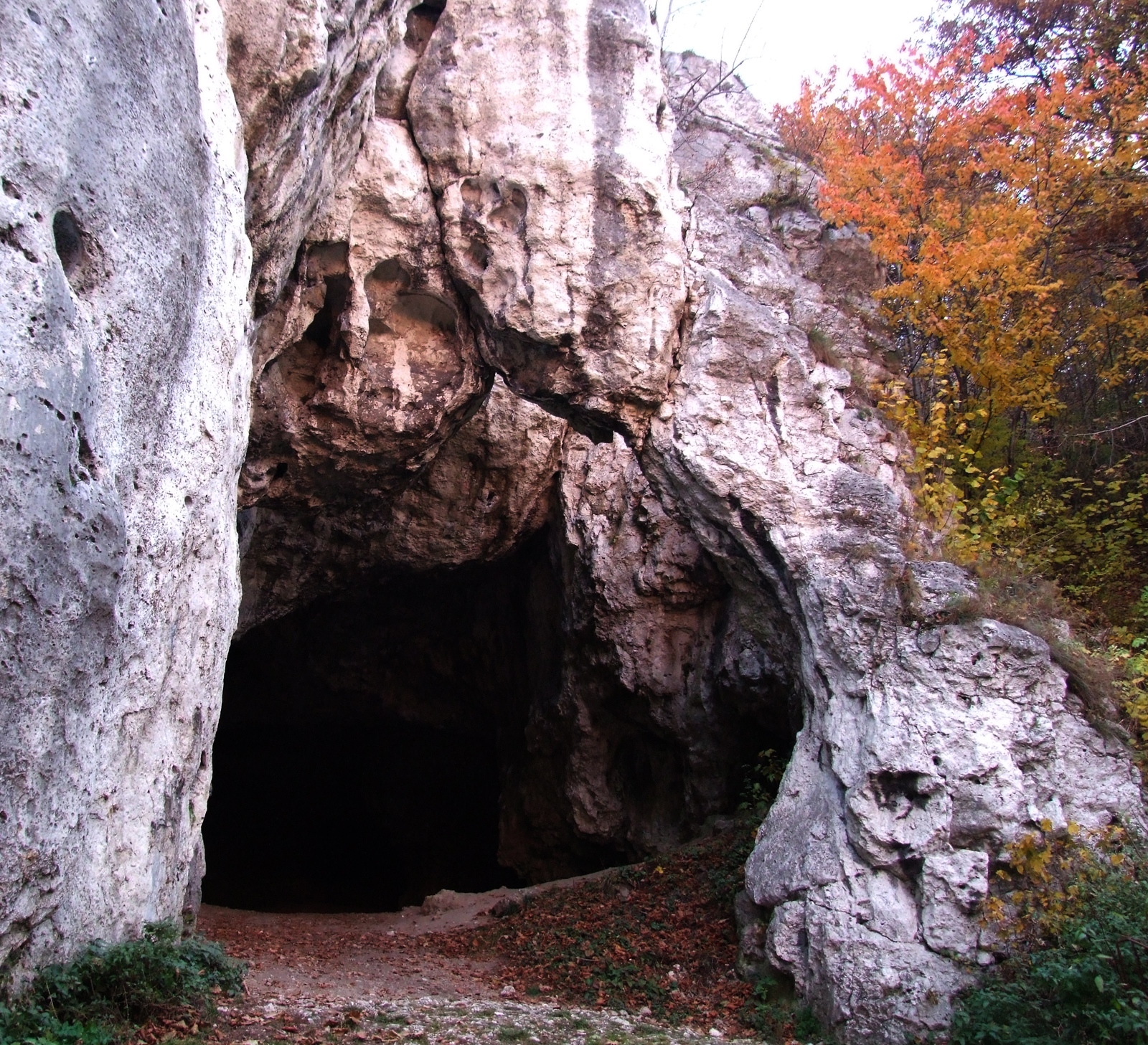
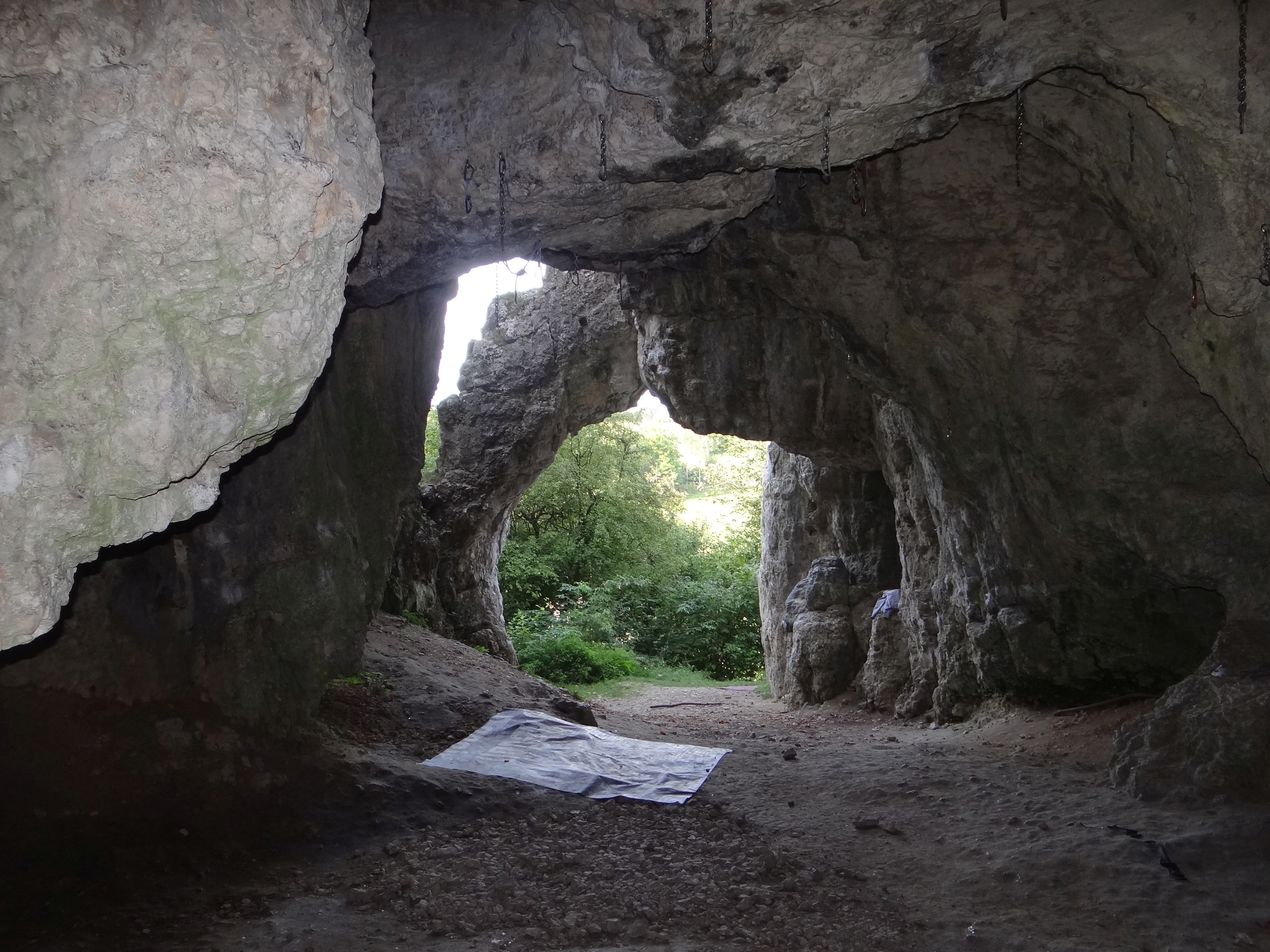
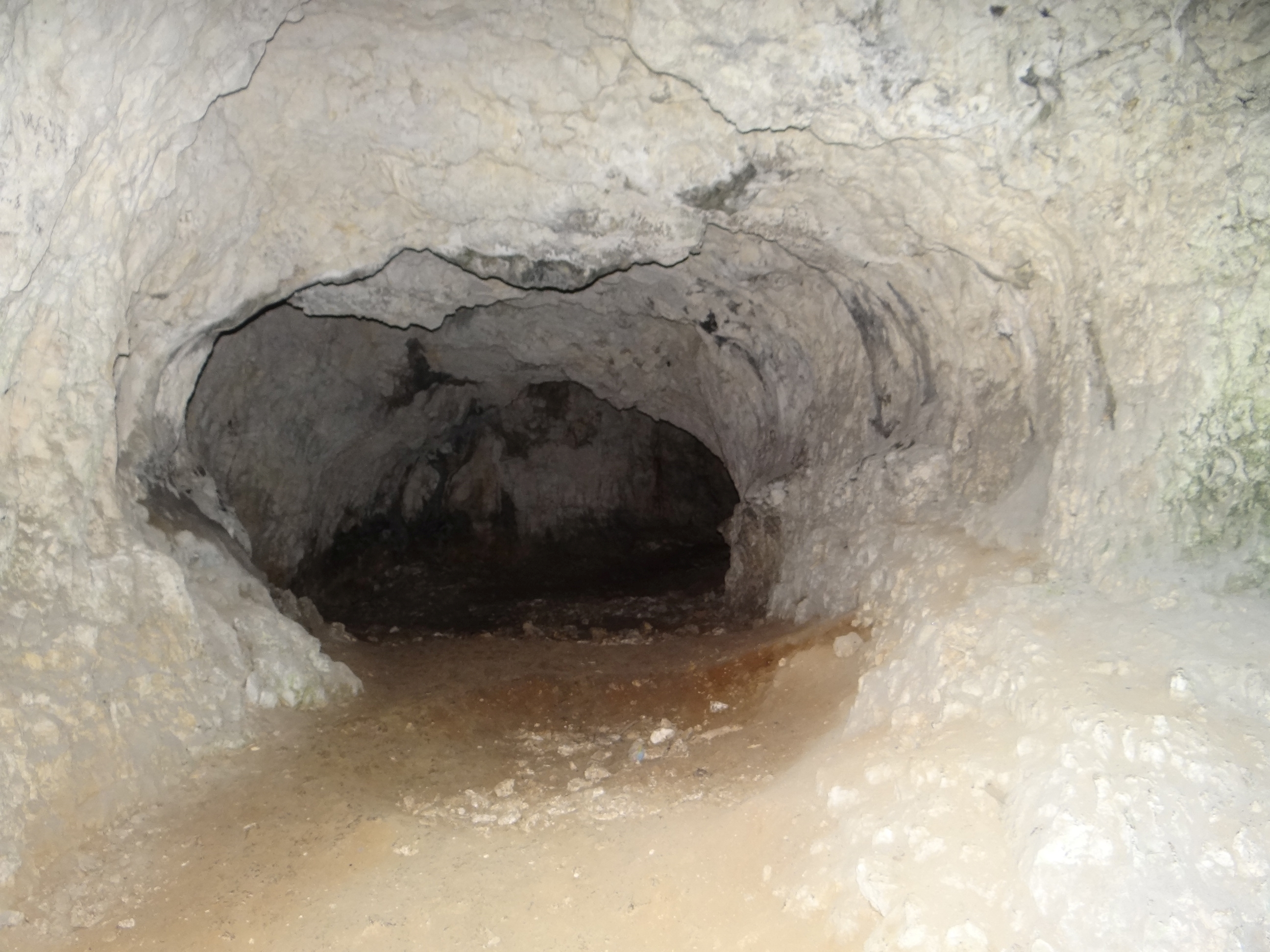
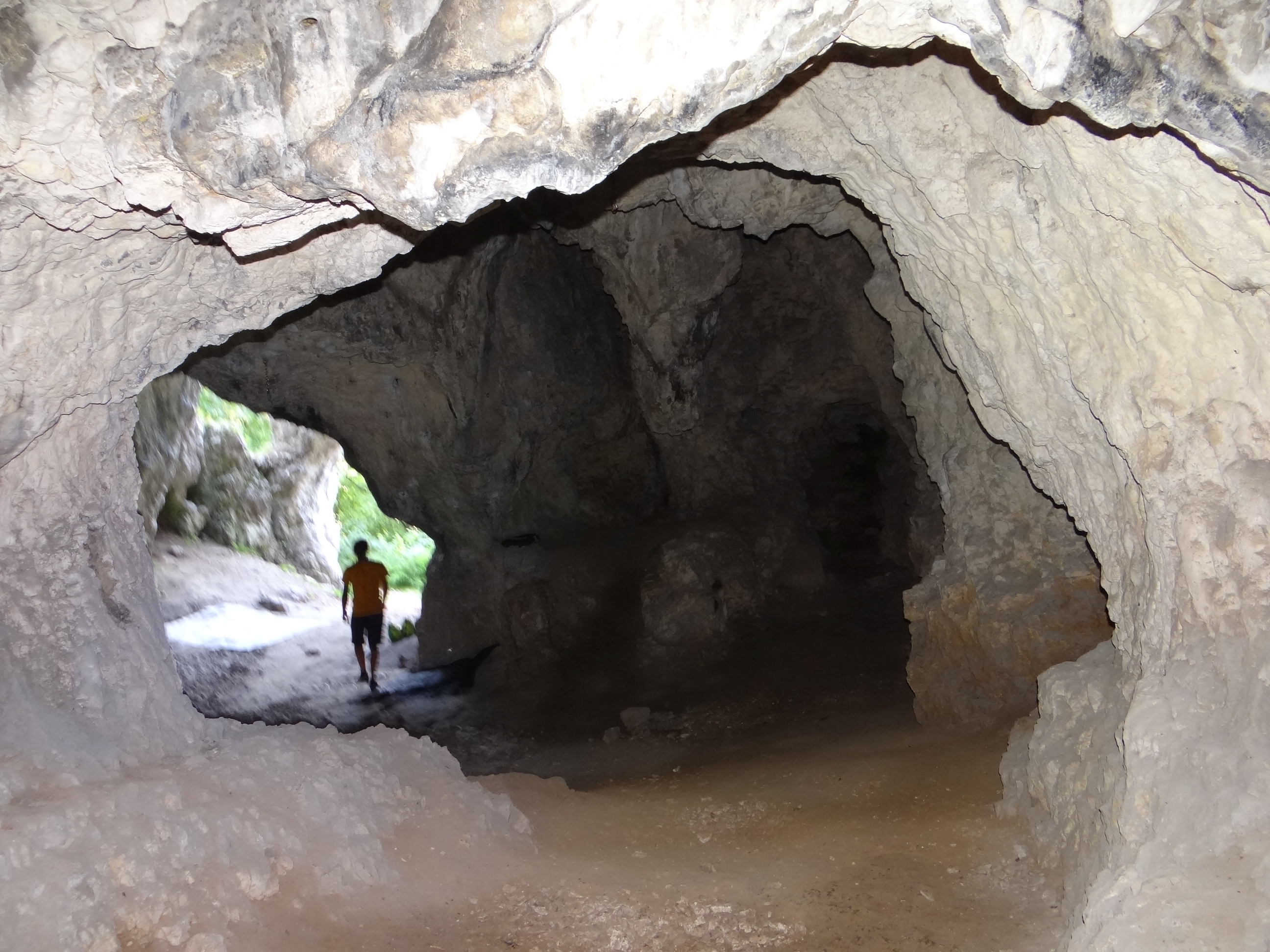
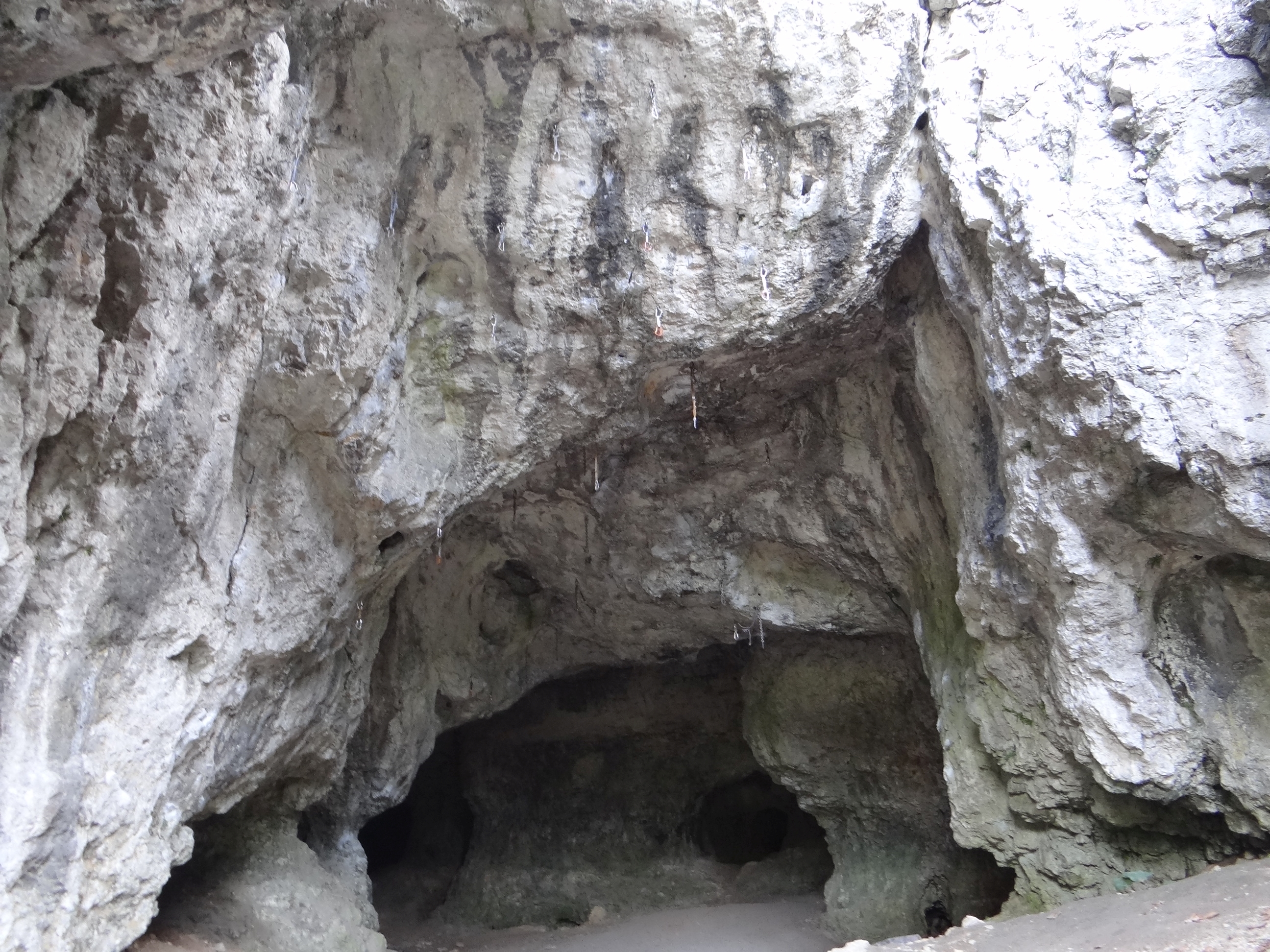
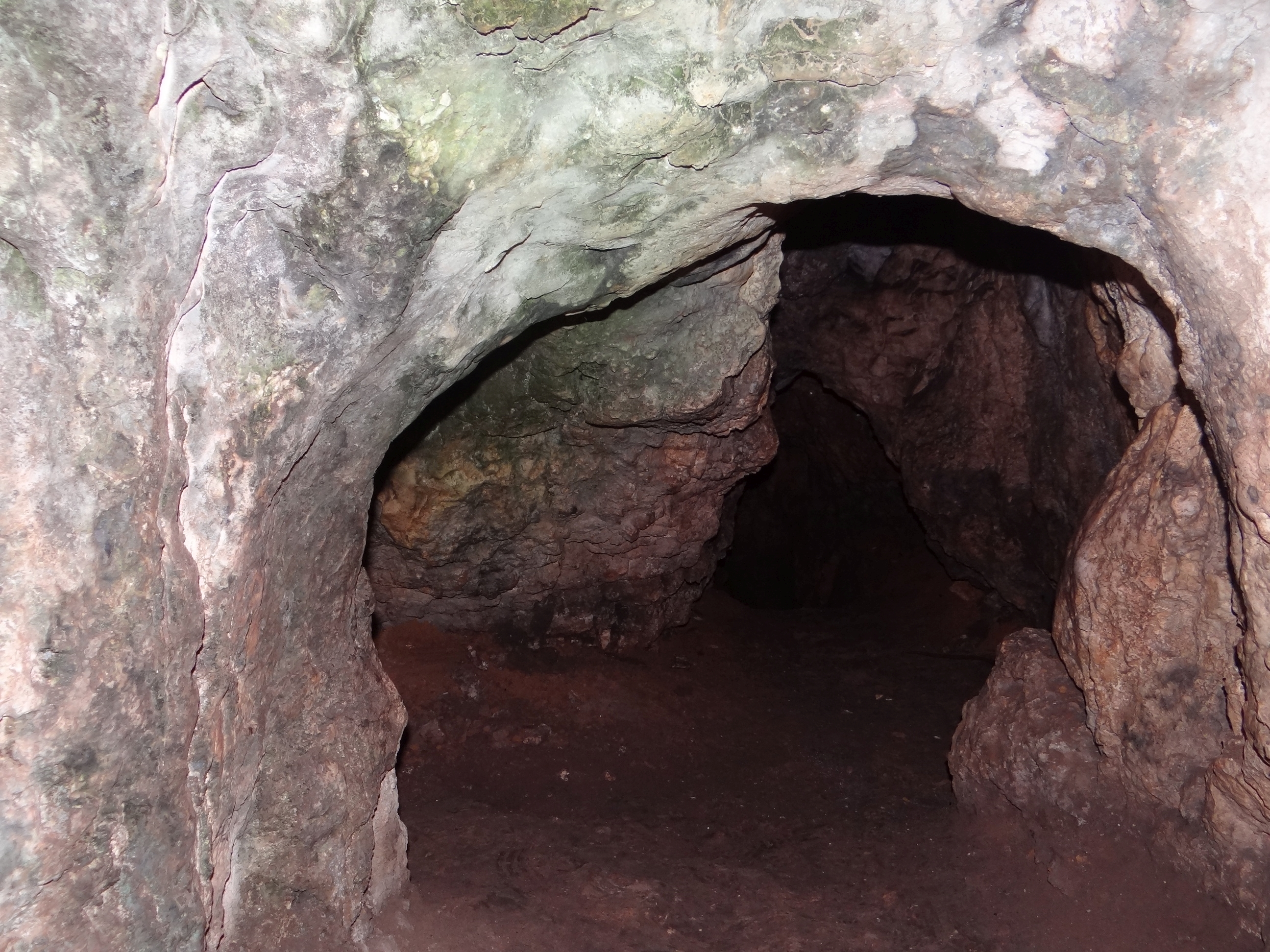

W odległości kilkuset metrów na północ od Jaskini Mamutowej znajduje się dużo większa i udostępniona turystycznie Jaskinia Wierzchowska Górna.

## Wspinaczka w jaskini
Jaskinia Mamutowa jest popularnym obiektem wspinaczki skalnej. W ścianach jej wysokiej komory wejściowej, a także na sklepieniu jaskini poprowadzono 30 dróg wspinaczkowych o trudności IV – VI.8 w skali Kurtyki. Jest kilka dróg łatwiejszych, ale w większości są to bardzo trudne drogi wspinaczkowe, prawdziwie ekstremalne, których atrakcyjność i trudność wiąże się z silnym przewieszeniem. Wszystkie mają dobrą asekurację.